# Blågölen (Kisa socken, Östergötland, 643511-148730)
Blågölen är en sjö i Kinda kommun i Östergötland och ingår i Motala ströms huvudavrinningsområde.